# Aleksandăr Aleksandrov
Aleksandăr Jordanov Aleksandrov, meglio noto come Alex (in bulgaro Александър Йорданов Александров?; Plovdiv, 19 gennaio 1975), è un ex calciatore bulgaro, di ruolo centrocampista.

## Palmarès

### Club
- Campionato bulgaro: 1

Levski Sofia: 1999-2000
- Coppa di Bulgaria: 2

Levski Sofia: 1997-1998, 1999-2000
- Coppa di Turchia: 1

Kocaelispor: 2001-2002

### Individuale
- Calciatore bulgaro dell'anno: 1

1999